# Championnats d'Europe de biathlon 2009
 (août 2022).
Navigation
Édition précédente Édition suivante
Les championnats d'Europe de biathlon 2009, seizième édition des championnats d'Europe de biathlon, ont lieu du 27 février au 4 mars 2009 à Oufa, en Russie.